# Favorietschijf
De Favorietschijf was sinds 3 juni 1978 de tipplaat op de zaterdag van de NCRV op Hilversum 3 en vanaf zaterdag 7 december 1985 t/m 28 december 1991 op Radio 3. De allereerste was de plaat Copacabana (At the Copa) van Barry Manilow en de allerlaatste was Vibeology van Paula Abdul.
De Favorietschijf was een vervolg op de Exclusiefschijf, waarmee op zaterdag 27 mei 1978 werd gestopt. Met de Favorietschijf werd eind december 1991 gestopt omdat de AKN omroepen (AVRO, KRO en NCRV) vanaf zaterdag 4 januari 1992 t/m 3 oktober 1992 horizontale programma's op Radio 3 gingen maken van zaterdag t/m maandag tussen 6:00 en 00:00 uur onder de naam "Station 3". Vanaf maandag 5 oktober 1992 zou de nieuwe, algehele horizontale programmering op het eveneens vernieuwde Radio 3 worden ingevoerd.